# Liga Chilena de Voleibol (damer)
Liga Chilena de Voleibol är den högsta serien i volleyboll i Chile och vinnare blir chilensk mästare. Mästerskapet organiseras av det nationella förnbundet, Federación de Vóleibol de Chile. Det har genomförts sedan 2004 och har 8 deltagande lag. Boston College är det lag som vunnit flest titlar. Segraren kvalificerar sig för spel i Campeonato Sudamericano de Clubes de Voleibol Femenino.

## Resultat per år
| Torneo | Mästare                 | Tvåa                      |
| 2004   | CD Universidad Católica | Providencia               |
| 2005   | CD Universidad Católica | Providencia               |
| 2006   | CD Universidad Católica | Vitavoley                 |
| 2007   | Municipal Ñuñoa         | CD Boston College         |
| 2008   | CD Universidad Católica | CD Boston College         |
| 2009   | CD Universidad Católica | Providencia               |
| 2010   | CD Universidad Católica | CD Boston College         |
| 2011   | CD Universidad Católica | CEDEF de Lo Prado         |
| 2012   | CD Boston College       | Manquehue                 |
| 2013   | CD Boston College       | Manquehue                 |
| 2014   | CD Boston College       | CEDEF de Lo Prado         |
| 2015   | CD Boston College       | Cerro Navia               |
| 2016   | CD Boston College       | CEDEF de Lo Prado         |
| 2017   | CD Boston College       | Universidad de Concepción |
| 2018   | Boston College          | Murano                    |
| 2019   | Boston College          | Murano                    |
| 2021   | Boston College          | Colo-Colo                 |
| 2022   |                         |                           |

### Títlar per klubb
| Lag                     | Antal titlar | Vunna år                                             |
| ----------------------- | ------------ | ---------------------------------------------------- |
| CD Boston College       | 9            | 2012, 2013, 2014, 2015, 2016, 2017, 2018, 2019, 2021 |
| CD Universidad Católica | 7            | 2004, 2005, 2006, 2008, 2009, 2010, 2011             |
| Municipal Ñuñoa         | 1            | 2007                                                 |